# املین (اوهایو)
املین، اوهایو (به انگلیسی: Amlin, Ohio) یک منطقهٔ مسکونی در ایالات متحده آمریکا است که در اوهایو واقع شده‌است.